# Кангазъярви
Кангазъярви — озеро на территории Луусалмского сельского поселения Калевальского района Республики Карелии.

## Общие сведения
Площадь озера — 1,2 км², площадь водосборного бассейна — 567 км². Располагается на высоте 188,2 метров над уровнем моря.
Форма озера лопастная, продолговатая: оно вытянуто с северо-запада на юго-восток. Берега изрезанные, каменисто-песчаные.
Через озеро протекает река Войница, впадающая в озеро Ридалакши, которое протокой соединяется с озером Верхним Куйто.
В озере расположено не менее четырёх безымянных островов различной площади.
К северу и югу от озера проходят лесные дороги.
Озеро расположено в тринадцати километрах от Российско-финляндской границы.
Код объекта в государственном водном реестре — 02020000811102000004272.